# Geospiza
A Geospiza a madarak osztályának verébalakúak (Passeriformes) rendjébe és a tangarafélék (Thraupidae) családjába tartozó nem.

## Rendszerezés
A nem korábban a sármányfélék (Emberizidae) családjába volt helyezve. Helyük a tangarafélék között az újabb molekuláris vizsgálatok alapján biztos. Viszont a nem monofiletikussága és a faji felosztás még kérdéses.
A nembe az alábbi 9 faj tartozik:
- kis földipinty (Geospiza fuliginosa)
- hegyescsőrű földipinty (Geospiza difficilis)
- Genovesa-szigeti földipinty (Geospiza acutirostris)
- vérszívó földipinty (Geospiza septentrionalis)
- nagy kaktuszpinty (Geospiza conirostris)
- Genovesa-szigeti kaktuszpinty (Geospiza propinqua)
- nagy földipinty (Geospiza magnirostris)
- földi kaktuszpinty (Geospiza scandens)
- közepes földipinty (Geospiza fortis)